# مگس‌گیر-سنگ‌چشم
مگس‌گیر-سنگ‌چشم (به انگلیسی: Flycatcher-shrike) دو گونه از پرندگان گنجشک‌سان آسیایی کوچک وابسته به سردهٔ Hemipus هستند. آنها در حال حاضر معمولاً در تیرهٔ وانگایان (Vangidae) جای می‌گیرند.

## پراکنش
آنها در جنگلهای پهن‌برگ، لبه جنگل و جنگل‌های ثانویه در جنوب آسیا یافت می‌شوند. هر دو گونه گستره وسیعی دارند و در معرض خطر تلقی نمی‌شوند. مگس‌گیر-سنگ‌چشم بال‌نواری در شبه‌قاره هند، جنوب غرب چین، سرزمین اصلی جنوب شرقی آسیا و در جزایر سوماترا و بورنئو یافت می‌شود. مگس‌گیر-سنگ‌چشم بال‌سیاه در شبه جزیره مالایی و در سوماترا، بورنئو، جاوه و بالی یافت می‌شود.

## گونه‌ها
| تصویر | نام علمی              | نام رایج               | پراکندگی                                          |
| ----- | --------------------- | ---------------------- | ------------------------------------------------- |
|       | Hemipus hirundinaceus | مگس گیر-سنگ‌چشم بال‌سیاه | شبه جزیره مالایی تا سوماترا، بورنئو، جاوه و بالی. |
|       | Hemipus picatus       | مگس‌گیر-سنگ‌چشم بال‌نواری | گات غربی هند                                      |